# Кейн, Боб
Роберт Кейн (англ. Robert Kane; 24 октября 1915[…], Нью-Йорк, Нью-Йорк — 3 ноября 1998[…], Лос-Анджелес, Калифорния) — американский автор комиксов, аниматор и художник, который вместе с Биллом Фингером создал персонажа DC Comics — Бэтмена.
В 1993 году он был введен в Зал славы комиксов Джека Кирби, а в 1996 году — в Зал славы комиксов Уилла Эйснера.

## Ранняя жизнь
Роберт Кан (англ. Robert Kahn) родился в Нью-Йорке. Его родители, Августа и Герман Кан, гравёр, были ашкеназскими евреями по происхождению. В школе он дружил с коллегой-карикатуристом и будущим создателем Спирита Уиллом Эйснером, Кан окончил среднюю школу DeWitt Clinton High School, а затем юридически сменил имя на Роберт Кейн. Он изучал искусство в «Купер-Юнион», а затем поступил на студию Макса Флейшера в качестве стажера-аниматора в 1934 году.

## Карьера

### Бэтмен
В начале 1939 года успех супергероя Супермена в Action Comics заставил редакторов DC искать новых героев. В ответ Боб Кейн придумал «Человека-летучую мышь». По словам Кейна, на его идею повлияли кинообразы актера Дугласа Фэрбенкса, изображавшего Зорро, схема орнитоптера Леонардо да Винчи, летательного аппарата с огромными крыльями, похожими на крылья летучей мыши, и фильм 1930 года «Шепот летучей мыши», основанный на таинственном романе Мэри Райнхарт «Круговая лестница» (1908). Билл Фингер присоединился к зарождающейся студии Боба Кейна в 1938 году. Будучи начинающим писателем и по совместительству продавцом обуви, он познакомился с Кейном на вечеринке, и позже Кейн предложил ему работу в качестве гост-райтера комиксов «Расти» и «Клип Карсон».
В 1989 году Кейн опубликовал автобиографию «Бэтмен и я» (англ. Batman and Me) и второй том «Бэтмен и я, Сага продолжается» (англ. Batman and Me, The Saga Continues) в 1996 году.

## Личная жизнь
Кейн умер 3 ноября 1998 года в возрасте 83 лет, оставив вдову Элизабет Сандерс Кейн (исполняла роль «Сплетницы» Герти в фильмах «Бэтмен возвращается», «Бэтмен навсегда» и «Бэтмен и Робин»), дочь и внука. Кейн похоронен на кладбище Голливуд-Хиллс, на Голливудских холмах, в Лос-Анджелесе, Калифорния. Похороны прошли в Нью-Йорке.